# خدمة 24/7

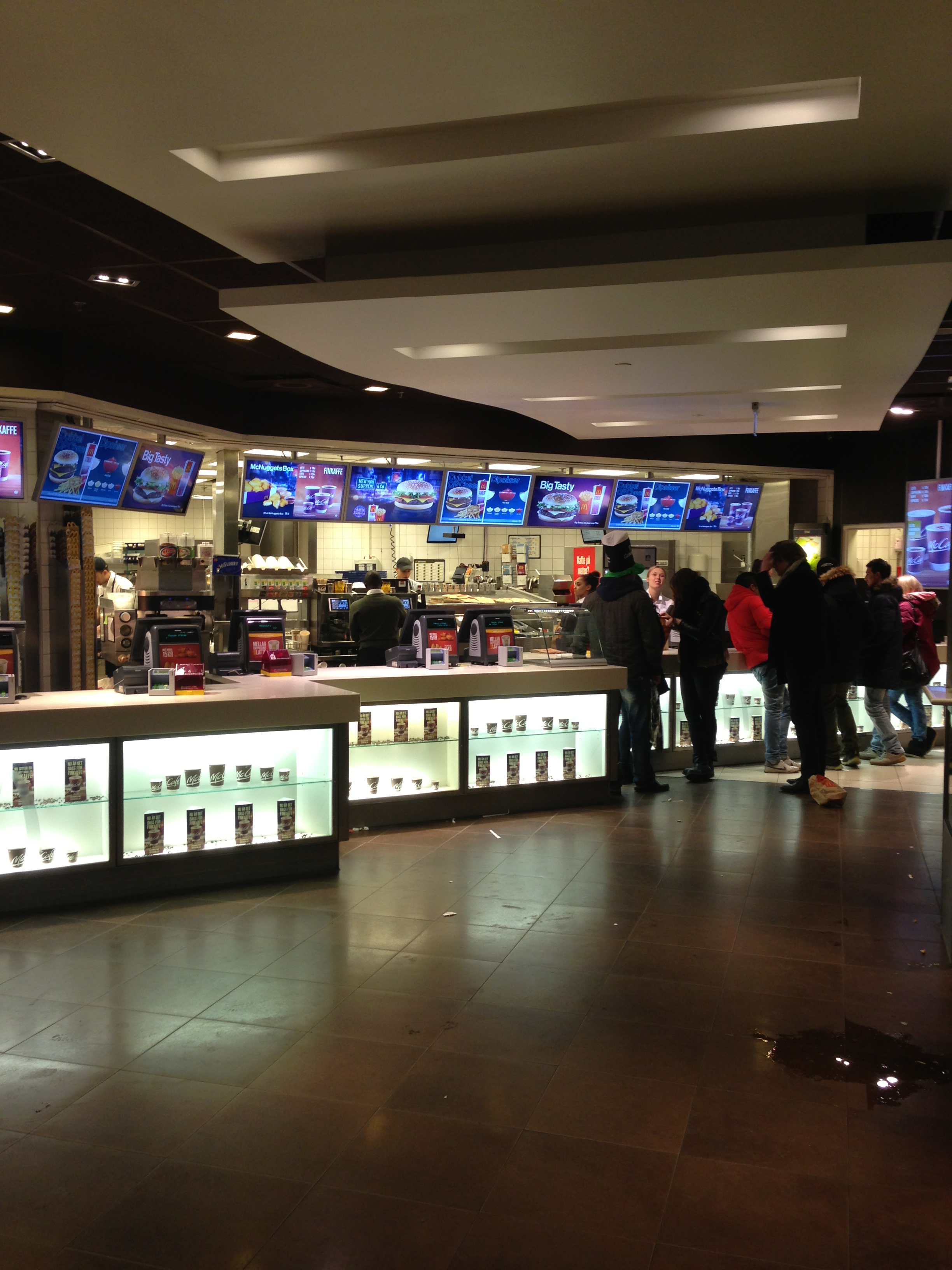
أحد مطاعم ماكدونالدز في المساء، غوتنبرغ، السويد، 2013

في التجارة والصناعة، 24/7 أو خدمة 24-7، هي خدمة متوفرة في أي وقت، وفي العادة، كل يوم. أساس المعنى هو 24 ساعة، أي يوم كامل؛ 7 أيام، أي أسبوع كامل.

## أمثلة

### أعمال تجارية
قد يتم تقديم الخدمة على مدار الساعة طوال أيام الأسبوع من قبل سوبر ماركت، متجر صغير، جهاز صراف آلي، مساعد آلي عبر الإنترنت، محطة تعبئة، مطعم، خدمات الإستقبال والإرشاد، مركز بيانات مزود بالموظفين أو شركة توظيف متخصصة في توفير الممرضات حيث غالبًا ما تغطي الممرضات نوبات 24/7 في مستشفى مفتوح على مدار الساعة طوال أيام الأسبوع. قد تشمل الخدمات على مدار الساعة طوال أيام الأسبوع أيضًا سيارات الأجرة، والخدمات الأمنية، وفي المناطق الحضرية المكتظة بالسكان، وطواقم البناء.

### خدمات الطوارئ والنقل
غالبًا ما تشمل الخدمات العامة على مدار الساعة طوال أيام الأسبوع تلك التي يقدمها مقدمو خدمات الطوارئ الطبية، الشرطة، أرقام هواتف، الإطفاء، والطوارئ، مثل 911 في أمريكا الشمالية.
قد توفر خدمات النقل مثل المطارات وشركات الطيران وخدمات العبارات، وفي بعض الحالات القطارات والحافلات، خدمة على مدار الساعة. تشمل أمثلة خدمات النقل العام التي تعمل 24/7 مترو أنفاق مدينة نيويورك، مترو كوبنهاغن. بعض خدمات النقل العام، بما في ذلك خطان من نظام سيبتا، وبعض خطوط مترو أنفاق لندن، مترو برشلونة، مترو إسطنبول؛ تقدم خدمة على مدار 24 ساعة فقط في ليالي الجمعة والسبت.

### خدمات صناعية ومرافق
غالبًا ما تقدم المرافق الصناعية والتصنيعية - خاصة تلك التي تعمل بالقرب من السعة أو التي تعتمد على العمليات (مثل خطوط الإنتاج) التي يكون تعليقها مكلفًا - خدمات على مدار الساعة طوال أيام الأسبوع. وبالمثل، يجب أن تقدم المرافق بشكل عام خدمات متعددة على مدار الساعة وطوال أيام الأسبوع. على سبيل المثال، سيتعامل مزود الكهرباء مع تقارير الانقطاع على مدار الساعة طوال أيام الأسبوع ويرسل فنيي الإصلاح في حالات الطوارئ على مدار الساعة طوال أيام الأسبوع، بالإضافة إلى مراقبة البنية التحتية الكهربائية وإنتاج الكهرباء في جميع الأوقات. الأمر نفسه ينطبق على مزودي خدمات الاتصالات والإنترنت.

### خدمات غير ربحية وخيرية
تقدم العديد من مراكز الأزمات والخطوط الساخنة للأزمات خدمات على مدار الساعة طوال أيام الأسبوع.

## أساليب

### عمليات مستمرة
تعمل العديد من الخدمات على مدار الساعة طوال أيام الأسبوع بشكل مستمر في جميع الأوقات مع موظفين وردية كاملة.

### تناوب جغرافي
خدمات 24/7 التي يمكن أن تستخدم المكاتب الافتراضية، مثل مراكز الاتصال، قد توظف وكلاء النهار في مناطق زمنية متناوبة.

## انقطاع الخدمة
في بعض الحالات، قد تكون خدمة 24/7 غير متاحة مؤقتًا في ظل ظروف معينة. قد تتضمن هذه السيناريوهات صيانة مجدولة، تحسين، تجديد، صيانة طارئة، وإنذار. قد يتم أيضًا قطع الخدمات التي تعمل على مدار الساعة طوال أيام الأسبوع والتي تعتمد على الوجود المادي للموظفين في موقع معين عندما يتعذر وجود حد أدنى من الموظفين بسبب سيناريوهات مثل طقس شديد غير اعتيادي، تهديدات بالقتل، كوارث طبيعية، أو إخلاء إلزامي.
تغلق بعض خدمات 24/7 خلال أيام العطلات الرسمية.

## نقد
يمكن لأماكن العمل التي تعمل 24/7 أن تضع الموظفين في ظروف تحد من خيارات حياتهم الشخصية وتطورهم. لذلك تم إطلاق دعوات لإعادة إنسانية أماكن عمل 24/7. لاحظ البعض أيضًا «هوس جماعي»، خاصة في الولايات المتحدة، التباهي بنوع من الفخر بموقف «العمل في جميع الأوقات» المتمثل في مفهوم 24/7.